# Constitutiones Livonicae
Constitutiones Livonicae (latvijsko Livonijas konstitūcijas, slovensko Livonske ustave) s celim naslovom Constitutiones Livonicae, post submotum ex Livonia Moschum, a serenissimo Stephano Poloniae rege, sancitae (slovensko Livonske ustave, ki jih je po izgonu Moskve iz Livonije odobril najmirnejši poljski kralj Štefan) so bile zakon, ki ga je leta 1582 podpisal Štefan Báthory, vladar poljsko-litovske Republike obeh narodov, in je urejal upravljanje Livonskega vojvodstva po njegovi osvoboditvi izpod Moskve. Pred tem zakonom je upravo urejal Privilegij Sigismunda Avgusta iz leta 1561. Trije amandmaji k Livonskim ustavam, imenovani Livonski odloki, so bili objavljeni v letih 1589, 1598 in 1609. 
Po sprejetju Livonski ustav je Livonijo upravljal Jerzy  Radziwill. Livonija je bila razdeljena na predsedstva Cēsis, Pärnu in Tartu, ki so jih upravljali predsedniki, ki so poročali upravitelju. V vsakem predsedstvu sta bila ustanovljena pokrajinska konvencija in okrožno sodišče. O notranjih zadevah Livonskega vojvodstva je odločal Vidzemski deželni zbor.

## Izvajanje ustav
Leta 1583 je bila ustanovljena Cēsiška škofija, kateri je Jurij Radziwill ukazal priključiti Kurlandsko škofijo, kar je povzročilo poljsko-litovsko vojno z Dansko, znano kot vojna za piltensko dediščino. Poskusi rekatolizacije so privedli do koledarskih nemirov (1584–1589). 
Leta 1911 je Jurij Radzivill sklical deželni zbor (provincialis conventus) in napovedal, da bo potrdil nekdanje fevde Riške nadškofije in Livonskega reda, ne pa tudi obsežnih darov, ki jih je med livonsko vojno podelila nadškof Viljem Brandenburški in upravitelj Jan Chodkiewicz (latvijsko Jānis Hodkevičs). 14. julija 1586 je bil Jurij Radziwill slovesno posvečen za kardinala Rimskokatoliške cerkve. Po smrti kralja Štefana Báthoryja 12. decembra 1586 je prenehal opravljati svoje dolžnosti upravitelja Livonskega vojvodstva. 
Leta 1598 je bil za provinco Vidzeme sprejet nov odlok (Ordinatio Livoniae), ki je omejil avtonomijo province in določil, da se deželni tagi (deželni zbori ali sejmiki) skličejo v  Cēsisu, da bi za kraljeve potrebe izvolili štiri predstavnike (dva Poljaka in Latvijca in dva baltska Nemca) v sejm Poljske-Litovske skupnosti. Deželni zbor je ostal pristojen za podajanje mnenja o predlogih, ki jih je v kraljevem imenu podal upravitelj vojvodstva, ki ga je od leta 1598 imenoval cesisški škof. Deželni zbor je imel tudi pravico vlagati zahteve in pritožbe poljsko-litovskemu sejmu in kralju. Po delitvi Vidzemskega vojvodstva so se pravice do deželnega taga prenesle na sejmik Inflantije, na ozemlju Piltenije pa na Piltenski deželni tag. 
Leta 1598 so livonska predsedstva preimenovali v vojvodstva z imeni provinc. Za prvega vojvodo Cēsisa je bil imenovan Jürgen von Färnsbach.